# Vitt

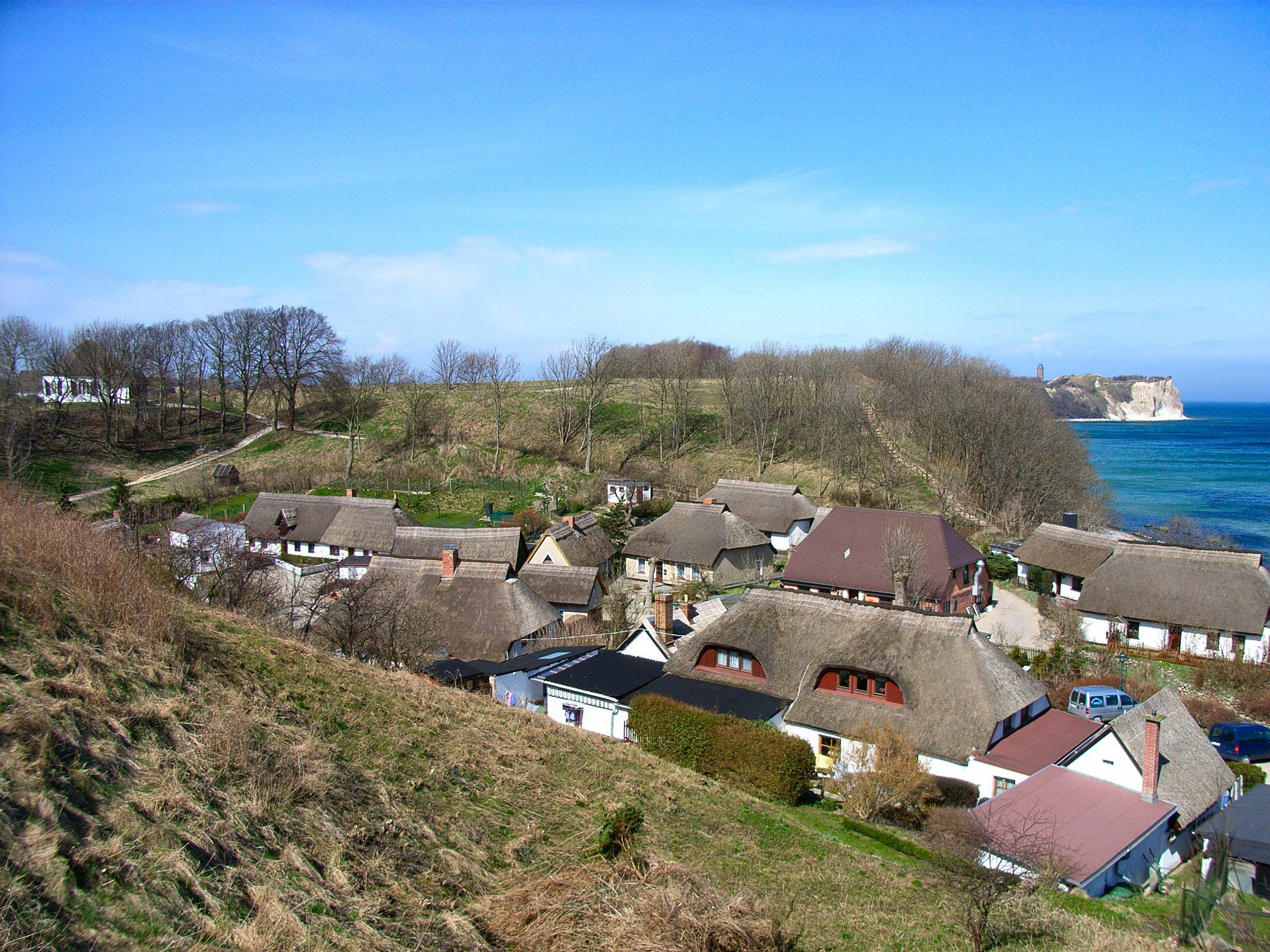
Fischerdorf Vitt in der Liete, im Hintergrund Kap Arkona

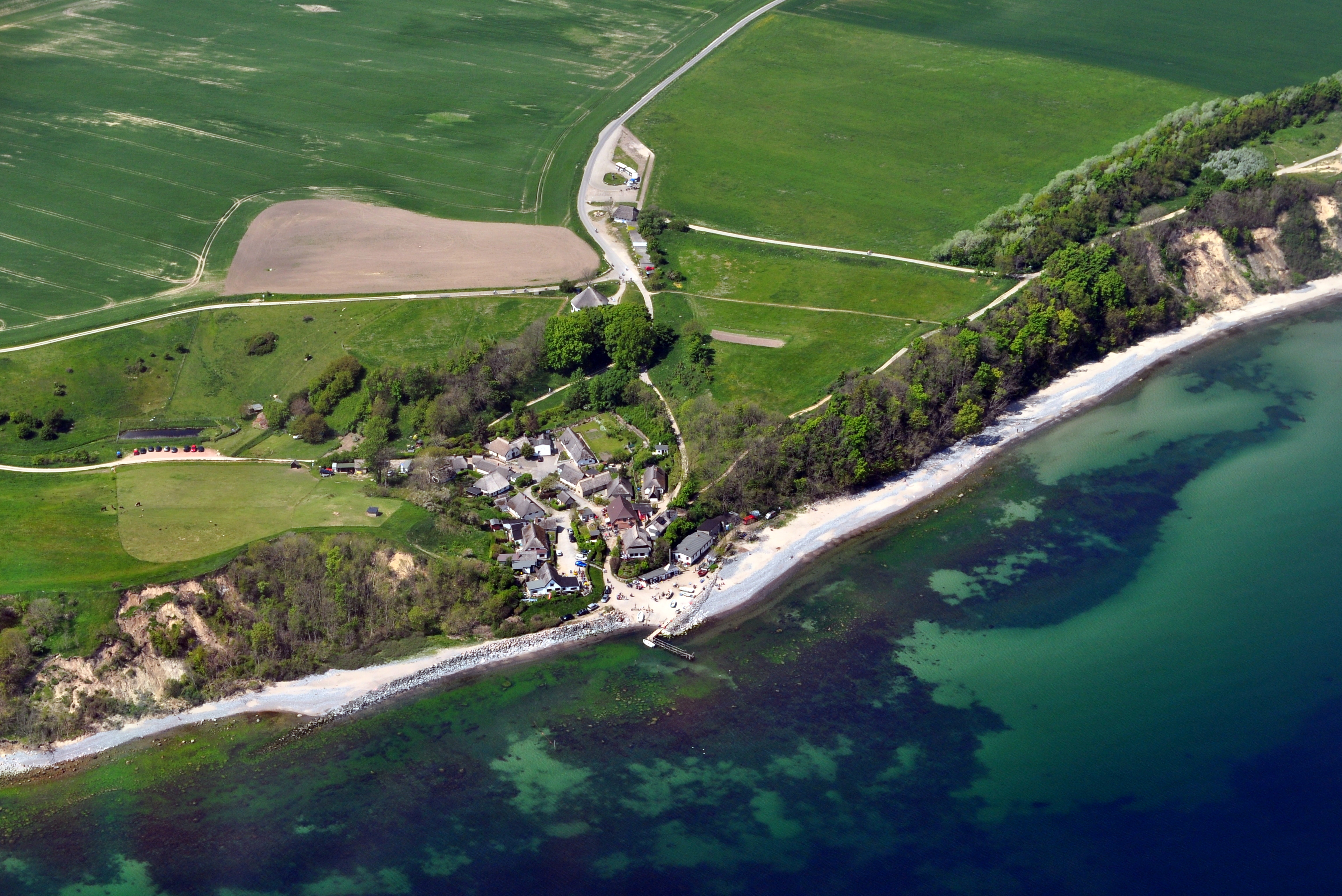
Luftbild von Vitt

Vitt ist ein Fischerdorf auf der vorpommerschen Insel Rügen im Landkreis Vorpommern-Rügen in Mecklenburg-Vorpommern. Das Dorf gehört zur Gemeinde Putgarten.

## Lage
Vitt liegt auf der Halbinsel Wittow nahe dem Kap Arkona. Durch seine Lage in einer Uferschlucht an der Steilküste, Liete genannt, ist Vitt landseitig aus der Ferne nicht sichtbar. Erst vom Rand der Schlucht erblickt man die reetgedeckten Krüppelwalmdächer des Dorfes.

## Geschichte
Die Herkunft des Namens Vitt ist nicht eindeutig geklärt. Wahrscheinlich ist eine Ableitung aus dem Wort Vitte(n)/Witte im Sinne von Anlande-, Handels- und Stapelplatz. Tatsächlich war Vitt zu Anfang eine nur temporär bewohnte Fischer- und Handelssiedlung, wo der gefangene Fisch – vor allem Hering – verarbeitet und verladen wurde.
Da keine Gründungsurkunde existiert, ist das genaue Alter des Dorfes nicht bekannt. Laut den Berichten des dänischen Geschichtsschreibers Saxo Grammaticus soll das Dorf aber schon im 10. Jahrhundert als Fischer- und Handelshafen zur slawischen Jaromarsburg am Kap Arkona gehört haben.
Die erste urkundliche Erwähnung erfolgte am 25. Mai 1290, als der Rügener Fürst Witzlaw II. der Stadt Stralsund das Recht des Heringsfangs auf Wittow und das Handelsmonopol auf der Insel Rügen einräumte.

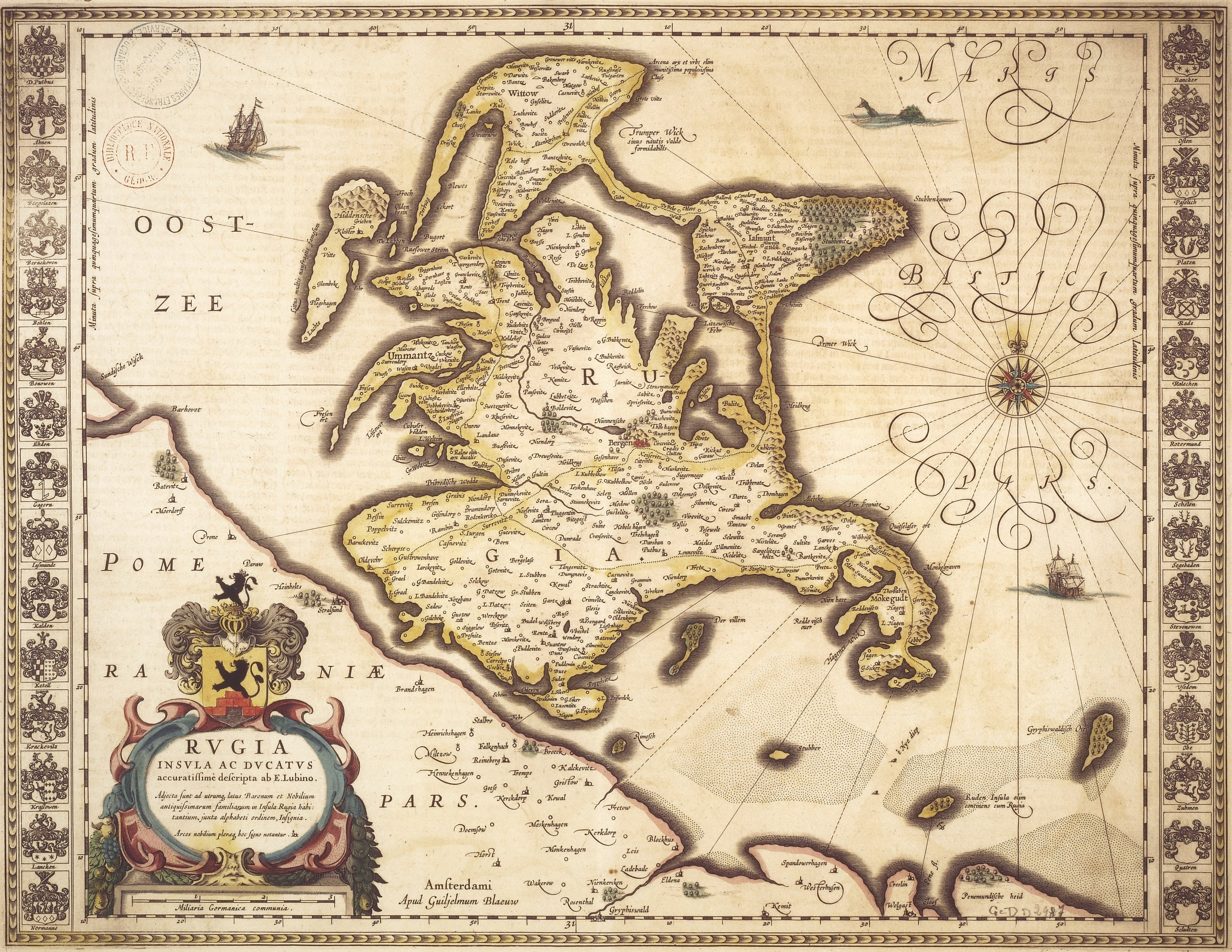
Vitt als früherer Ausgangspunkt wichtiger Handelsrouten (nach Eilhard Lubin, 1609)

Welche Bedeutung Vitt – noch im 17. Jahrhundert die Große Vitte genannt – bis zum Beginn der Neuzeit hatte, wird durch ihre Lage an wichtigen Handelsrouten deutlich. In dem von Matthäus von Normann in der ersten Hälfte des 16. Jahrhunderts erstellten Werk „Wendisch-Rügianischer Landgebrauch“ sind die drei schon im Mittelalter auf Rügen bedeutsamen „gemeinen Landwege“ dokumentiert, von denen zwei an der Großen Vitte auf Wittow begannen. Auch Eilhard Lubin hat diese „Hauptstraßen“ der Insel in seiner Rügenkarte von 1609 genau dargestellt. Auf dieser Karte sind neben der Großen Vitte beim Kap Arkona auch die Gronower Vitte bei Schwarbe (heute Müllerrinne), eine Vitte südlich von Sassnitz und Vitte auf Hiddensee dargestellt. Weitere kleinere Vitten bei Dranske, Nonnevitz und Russevase wurden im 16. Jahrhundert wüst.
Oberhalb des Dorfes steht die kleine Vitter Kapelle, deren Bau 1806 begonnen und erst nach den Napoleonischen Kriegen 1816 fertiggestellt wurde. Sie wurde gebaut, weil immer mehr Besucher zu den Uferpredigten des Altenkirchener Pastors Ludwig Gotthard Kosegarten gekommen waren und einige der Besucher bei schlechtem Wetter keinen Platz mehr in den Fischerhütten fanden.

## Tourismus
Das unter Denkmalschutz stehende Dorf ist sehr gut erhalten und erfreut sich eines stetigen Besucherstroms. 
Vitt erreicht man am besten mit dem Fahrrad oder mit der Arkona-Bahn von Putgarten. Dort muss man auch private PKW abstellen, da das Autofahren auf dem Kap nur mit Sondergenehmigung erlaubt ist.

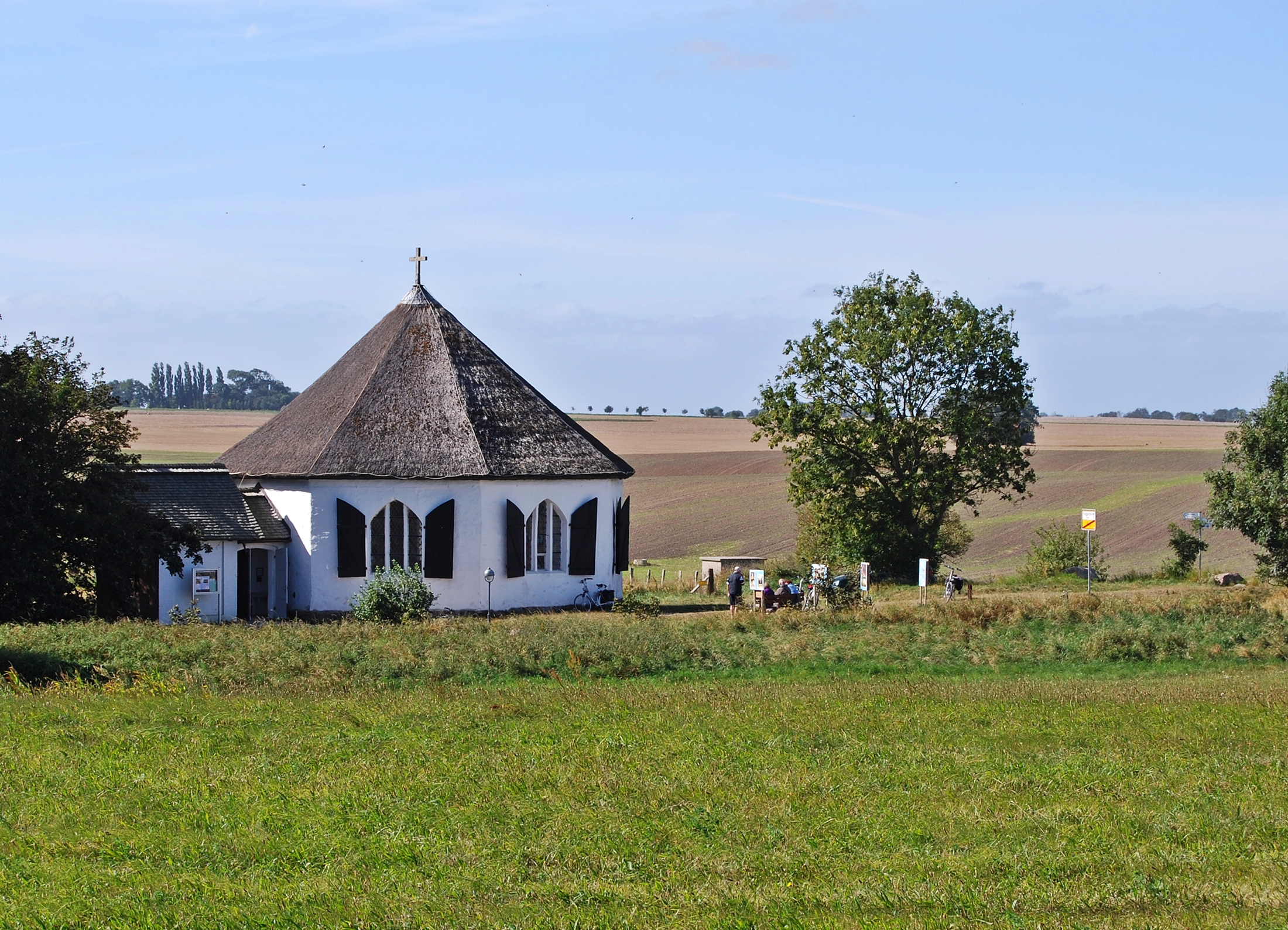
Vitter Kapelle von 1816
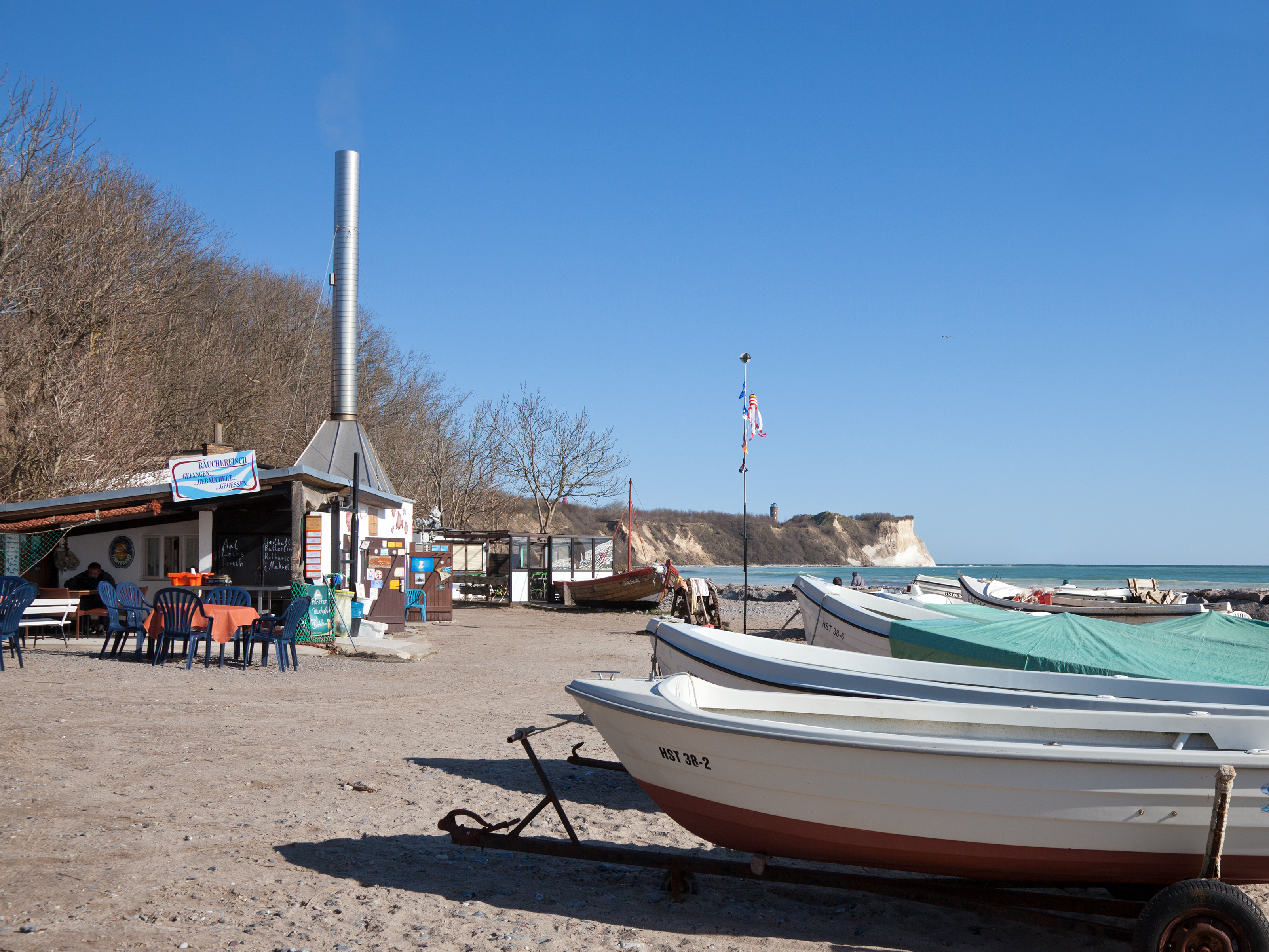
Hafen von Vitt
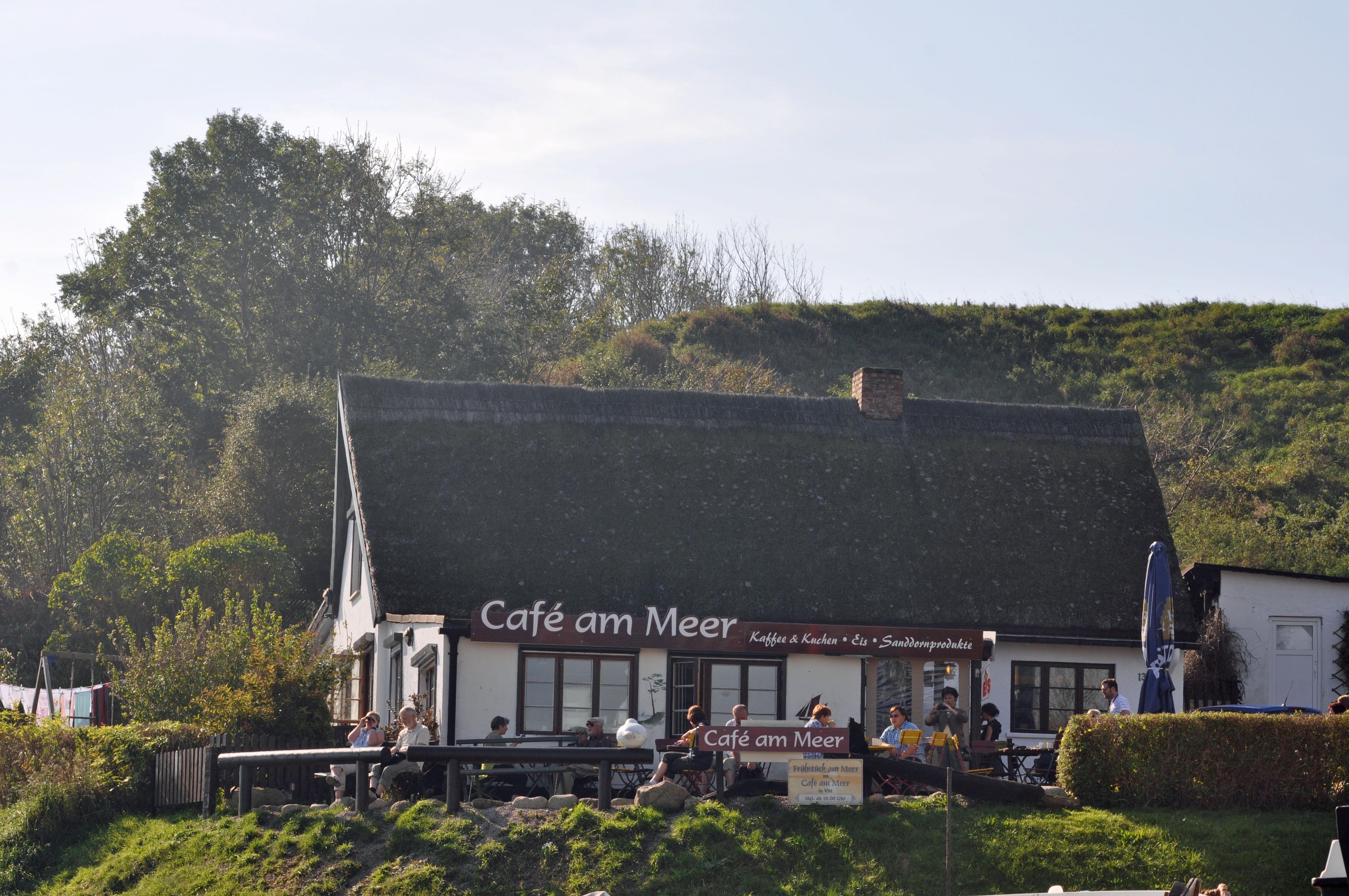
„Café am Meer“